# 全能の逆説
全能の逆説（ぜんのうのぎゃくせつ、英: omnipotence paradox、全能のパラドックス）とは、論理学・哲学・神学等において、全能と論理学的不可能との関係を扱った問題。この逆説は全能者の論理学的矛盾を示しており、極端な例で言えば、全能者は自分自身を《永遠にいかなる意味でも存在しない》ようにすることはできない。他の例で言えば、全能者は「四角い円」や「7+5=75」を成立させることができるように見えるが、それらは論理学的不可能であり、全能者は矛盾している。全能者はどんなことでもなし得る、と考えることは論理学的に正しくない。
もし全能が《論理学を超越した能力》である、または《神（全能者）の論理》であると言うなら、全能とは、「四角い丸」のような形をも作成できる《非論理学的能力》である。この場合、全能についての主張・議論等から論理学を切り捨てることになる。全能者が《論理学を超越した者》である（または《神秘的な「論理」に基づく者》である）とすれば、論理学の外側に居る者（全能者）は、神であっても、悪魔・妖精・見えざるピンクのユニコーン・空飛ぶスパゲッティモンスター等であっても良い。この場合の《全能者》の意味は結局、《非論理学的な者》だからである。
一方、論理学を肯定した上で、全能と論理学が両立するという前提を置くことはできる。この場合、全能とは「論理的に可能なことならなんでもできるが、論理的に不可能なことはできない」という意味になる。
ただし、《論理学を肯定する》ことは《非論理学性を否定する》ことに等しい。そのため、非論理学性や神秘性を肯定することはできなくなる。懐疑主義・論理学的疑問・合理主義を切り捨てることもできない。言い換えれば、論理学・合理主義によって批判された事柄（神秘的全能者）について、「神」「奇跡」「超越」等と説明付けたり擁護したりしても、そこに論理学的・合理的正しさは無い。これらの存在は論理学的には否定される。
「神には四角い丸を作る能力がない」と主張してきた人々は、無神論者だけでなく、典型的な信仰者（例えばトマス・アクィナス）たちも居り、彼らは全能者の力に論理学的制限があることを受け入れていた。また、神を全能者とする場合、伝統に反した答えが導かれる。例えば神が全能者として存在しているとすると、神は一切何も必要とせず存在可能なため、神にとって世界や被造物は必要でなく、何かを愛する必要もない。

## 概要
基本的な問題は、
全能者は自ら全能であることを制限し、全能でない存在になることができるか

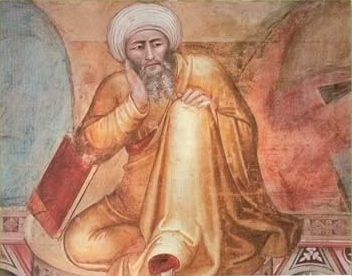
イブン＝ルシュド (1126年-98), 全能の逆説に取り組んだ最初期の哲人のひとり

である。（訳注: 自分を全能でなくすことが不可能なら、その全能者には不可能なことがあることになるので、全能とはいえない。一方自分を全能でなくすことが可能ならそれを行った時点で全能者は全能ではなくなってしまう。）
一部の哲学者らはこの論議をもって全能者が存在しない証左とした。別の哲学者らはこの逆説を《全能であること》という概念（以下全能性）についての誤解ないしは誤用からきているとしている。また、中には、《ある存在は全能であるか否かのどちらかでしかない》と仮定し、さまざまな段階の全能性があり得ることを無視したことからくる偽の逆説であるとする哲学者もいる (Haeckel)。
しばしば、この逆説はアブラハムの宗教に於ける神（英語でいう大文字のYHWH）の語をもって記述されるが、全能者をそれと限る必要はない。中世以降、哲学者らは様々な方法でこの逆説を書いてきた。古典的な例として、
全能者は《重すぎて何者にも持ち上げられない石》を作ることができるか
という表現も知られている（訳注: そのような石を作れないなら全能ではない、作れるならその石を持ち上げられないのでやはり全能ではないことになる）。この表現にはわずかながら不備があるが（#哲学者の回答にて後述）、有名でもあり、この逆説が分析されてきた様々な方法を描写するのに都合がよい。
全能の逆説を厳密に分析するためには、全能性の精密な定義が必要である。全能性の定義は文化や宗教によって異なり、哲学者同士でも異なる。通常の定義は「なんでもできる」 all-powerfull であるが、これでは力不足である。例えば、全能性を《いかなる論理の枠組にも束縛されずに動けること》と定義してしまえば、この逆説は成立させようがない。この問題に対する近現代の取り組みは、意味論の研究、即ち言語--従って哲学も--全能性そのものを有意味に記述することができるのだろうか、という点を含んでいる。しかし、はじめから全能者がすべてのことができると定義すれば、この文に左右されずその石を持ち上げられないことも、一つの能力になる。

## 神学の回答
伝統的には、神は全知・全能・全善として理解されてきた。しかし、そのような理解は脆い（vulnerable）。例えば、「神は余りに重過ぎて持ち上げられない岩を創造できるか」という命題は、神の論理的自己矛盾を示しており、神学の言語がいかに論理的に脆弱かを暗示している。
ライプニッツの主張から考えると、神が全能であれば、神は人間に悪いことをできる自由を与えると同時に、悪いことをできない不自由を与えることが出来る。言い換えれば、全能者は「四角い円や結婚している独身の男を創造できる」ということであり、矛盾している（郷義孝の論）。
有神論には、全能者がなし得ることに不可能はないという前提が含まれている。プランティンガによれば、この前提は論理的に正しくない。例えば、全能者が「四角い円」を創造することや「7+5=75」にすることは一見可能だが、それは論理的不可能だからである。
全能者はどんなことでもなし得る、と考えることはできないとプランティンガは言う。極端な例を上げれば、全能者は自分を、”永遠にいかなる意味でも存在しない”ようにすることはできない。

### 何も必要とせず存在可能な全能者
神が全能であるなら、神にとって世界や被造物は不必要である、という考えも伝統神学の中にはあった。何故なら何かを必要とする者は、全能ではない ―― すなわち、無限や自存（他を必要とせず自力で存在できる状態）ではない ―― と考えられるからである。
全能である神は、世界を愛する必要もない（バルトの考え）。神が世界を愛するなら、そうするように自分で決断したからであって、神はそれ以外でもあり得る。何故なら、存在するために何かを愛する必要がある者 ―― 何かを愛することで存在可能な者 ―― は、全能ではないからである。

### 論理内の全能者
「全能者ですら論理的な矛盾を犯すことはできない」と前提すれば、「論理的な限界内」の全能者は存在し得るとプランティンガは述べている。

### 伝統的回答（デカルトの例）
リチャード・R・ラ＝クロワはルネ・デカルトを取り上げ、「神聖な全能性についての彼の説明は支離滅裂である」と批判している。
デカルトいわく、「数学的真理」は唯一神の被造物であり、「完全に唯一神に依存している」もので、「唯一神の力」は人間には想像し難い。「あなたが永遠と呼ぶ数学的真理は、唯一神によって定められたのであり、唯一神が他に創造したものと同様に、完全に唯一神に依存している。 … われわれの想像力が唯一神の力に届くと考えるのは軽率である」。

## 哲学

### 全能性の定義
全能の逆説を論議する文脈での全能性には幾つかの意味がある。ホフマンによると、それは「いかなる事態でももたらしうる」力である(Hoffman)。しかし、その「事態」が含むものについては議論の対象になる。デカルトを初めとする哲学者はこの定義を引き継ぎ、論理的に不可能な出来事をもたらす能力も含めた。例えば有限の宇宙の中で立方体が形を失ったり、通常の数体系で1が2と等しくなったりすることは論理的に不可能である。全能者が形のない立方体を作ろうとすれば、それは可能であることが証明されようし、そのような全能者は論理法則に束縛されないことも証明されよう。トマス・アクィナスのような哲学者は全能者が全能であるためには、論理的に不可能なことを行う必要はないと主張している (Hoffman)。この場合、全能者は論理的に可能な全てのことをする力を持つ。この二つの考え方では全能性の限界が異なるので、全能の逆説を解こうと思うなら、両者を区別することが重要である。
全能性を特定の存在に適用する場合、複数の異なった方法がある。本質的に全能  essentially omnipotent な存在であるのか、偶発的に全能 accidentally omnipotent な存在であるのかである。前者は常に全能であるのに対し、後者は一時的に全能になり、その後全能ではなくなる存在である。全能の逆説は両者の間で異なって適用される (Hoffman)。

## 哲学者の回答
通例、全能の逆説は、「全能者は《自分が持ち上げることのできない石》を作ることができるか」という問いとして表現される。この問いは次のように分析できる:
1. ある存在は、《それ自身が持ち上げることのできない石》を作ることができるか、できないかのどちらかである。
2. もし、その存在が《それ自身が持ち上げることのできない石》を作ることができるならば、その存在は全能ではない。
3. もし、その存在が《それ自身が持ち上げることのできない石》を作ることができないならば、その存在は全能ではない。

これはもう一つの古典的逆説・抗うことのできない力の逆説を反映している。その逆説は「抗うことのできない力と、不動のものが出会ったらどうなるか」というものである。それに対する一つの回答はこうなる。もしある力が抗うことのできないものであるなら、定義からして真に不動のものは存在しない。逆に、不動のものが存在するならば、真に抗うことのできない力というものは存在しない。この扱いは基本的には正しいのだが、全能性の定義問題には役立たない。そればかりでなく、全能の逆説はもう一つの似通った哲学的問いに関連している。それはおじいさんの逆説である。全能性についての日常的な定義のなかにはしばしば時間旅行の能力が含まれている。では次のように問うたらどうだろう。「全能者が時間を遡り、自分自身の祖父を殺すことはできるのか。」 しかしながら、これは全能の逆説に対する論理的に十分な分析とはいえない。というのも、これは全能者に人間的な属性を負わせようとしているが、全能者は人間的な姿をとっているとは限らないからである (Wierenga)。
次のような要請によって逆説を解消しようという立場もありうる。即ち、全能性は、常に全てのことができることを必ずしも要求しない、という要請である。そうすれば、次のように理屈をつけられる
1. その存在は、作った時点では持ち上げられない石を作ることができる。
2. しかし、その存在は全能であるから、その存在は後からいつでも、持ち上げられる程度に石を軽くすることができる。従って、その存在を全能であるというのは尚も合理的である。

これは本質的に、1960年の映画『風の遺産』en:Inherit the Wind の登場人物であるマシュー・ハリソン・ブレイディ (Matthew Harrison Brady) が信奉する観点と同じであり、ブレイディの観点は大雑把にいってウィリアム・ジェニングス・ブライアンに則っている。クライマックスシーンで「神は自然法則を好き勝手に変えられる」とブレイディは論ずる。石の重量を変更するということは、少なくともその石にかかわる重力の効果を変更するのと論理的に同値である。このような説明に対しては、次のように反論できるだろう。全能者は《自分にも重さを変えられないくらい不変な石》を作ることができるか。さらに、このような状況 — 後で石の重さを変えること — が全能者の要件として要請されるならば、全能者の自由意志を制限することになるのではないか、と。
J.L.マッキーは1955年の哲学誌 Mind に論文を発表し、全能性に二つの段階を設けて区別することで、全能の逆説を解消しようとした。第一段階の全能性（何かをするための無限の能力 unlimited power to act）、第二段階の全能性（ものが何かをするために持つべき能力を決定するための無限の能力 unlimited power to determine what powers to act things shall have）である。ある時点で両方の全能性を持つ存在は、自分自身の能力を制限し、それより後は片方の意味で全能であることをやめることもできるのであろう。
抗うことのできない力の逆説についての古典的な記述法は、近代物理学の文脈で見ると欠陥を持つことになる。というのも、進路が全く変わらない砲弾も、全く破壊されない防壁も、同様に無限大の慣性を持つことになり、《両者ともに》不可能である。しかしながらこれは物理の話であって、論理には直接関係するものではない。単に我々がこのような描写に慣れているので哲学の問題の例として選んでいるだけである。同様に、全能の逆説についての古典的な記述法 — 重すぎて全能なる創造者に持ち上げられない石 — はアリストテレス時代の科学を基盤にしている。天動説と平らな地面を前提にしているのである — 石をその惑星の表面に対してのみ「持ち上げ」うるのか? 更に、惑星の公転を考慮に入れれば、軌道の中心にある太陽に対し「常に」石は持ち上がっていると見なすこともできる。つまり、石挙上に関する言説の選択は貧弱であると近代物理学は示唆するわけである。だが、だからといって一般的な全能の逆説が「基礎から」無効化されたわけではない。思慮深いスティーヴン・ホーキングによる創造主と自然法則との関係についての考察に従い、古典的記述法を次のように直すことができるだろう:
1. 全能者がアリストテレスの物理学に従う宇宙を創造する。
2. その宇宙で、全能者は自分自身が持ち上げられないほど重い石を作ることができるであろうか。

科学ライターのジェイムズ・グリック (en:James Gleick) は自身のリチャード・P・ファインマン伝の中で、原子の実在性に関し議論していた科学者が、全能の逆説に行き着いた様を記述している: 全能者 — この場合はキリスト教の神としていいだろう — は、神自身が分割することのできない原子を創造することができたのだろうか、と。

### 偶発的全能者
存在が偶発的に全能である場合は逆説は解消できる:
1. 全能者は自分に持ち上げられない石（あるいは分割できない原子など）を作る。
2. 全能者はその石を持ち上げられず、全能でない者になる。

本質的に全能である者と違い、偶発的に全能である者は全能でない者になることが可能である。しかし、ここで問題が生ずる。その全能者は本当に全能だったのか、それとも単に強大な能力を持っていただけだったのか (Hoffman)。

### 本質的全能者
存在が本質的に全能である場合は逆説は解消できる:
1. その全能者は本質的に全能である、故に全能でない者になることはできない。
2. さらに、全能者は論理的に不可能なことをすることはできない。
3. 全能者が持ち上げられない石を創造することは、上記の論理的不可能性にあたる。故に全能者がそのようなことを要求されることはない。
4. 全能者はそのような石を創造することはできないが、それでも尚全能性を保つ。

この考えでは、必然的に「全能者も論理法則を破ることはできない」という論点を受け入れることになり、確かにこの逆説全体がこのような論点を強力に正当化している。このため、哲学者イブン＝ルシュド は全能の逆説をさらに進め、その考えはパリ司教であったエティエンヌ（ステファン）・タンピエ (en:Étienne Tempier) の激しい糾弾を浴びることになった（第一回、第二回断罪 (en:University of Paris (Condemnations) 参照）。石を用いた表現のかわりにイブン＝ルシュドは次のように問うた。「神は内角の総和が180度ではない三角形を作ることができるのだろうか。」
注意して欲しいのだが、後の非ユークリッド幾何学の発見はこの逆説を解決するためには役立たない。次のようにも問うことができるからだ。「楕円幾何学の公準が成立するとして、そこで全能者は内角の総和が180度を超えない三角形を作ることができるか。」 いずれの場合も、本当の質問は、全能者は自分の創造した公理系において論理的に導かれる結果を破る能力を持つのか、という点である。
この考えが定式化された歴史的な文脈を概観するためには、ジェームズ・バーク (en:James Burke (science historian)) の en:The Day the Universe Changed を参照されたい。テレビシリーズの第二話またはガイドブックの第二章である。レコンキスタの後、アラビアの科学書や哲学書 — それらは古代ギリシア文献の翻訳であることが多かった — が今度はヨーロッパの言葉に翻訳されて欧州の文化人の間に知られるようになった。イブン＝ルシュドの難問がパリに届くと、喧々囂々の論議が巻き起こり、そのためパリ大学の神学生は6年間のストライキに突入した。Burkeはこれを評して「この『神の限界』問題はダイナマイトだった」と言っている。
挙げ句、カトリック神学の主流派もレコンキスタによって得られるようになったギリシャ、アラビアの素材を利用するのに甘んじることになった。多くはトマス・アクィナスのお陰である。アクィナスの『神学大全』は「神は論理を拒否し得ない」と断言している。この点で、12世紀のユダヤ人哲学者にして医師であったモーシェ・ベン＝マイモーンは『当惑者への手引き』（en:The Guide for the Perplexed）の中でアクィナスの思想と同じ主張を行っている。モーシェ・ベン＝マイモーンは否定神学（神は《○○ではない》という否定を通してしか記述できないという論法）の信奉者であった。なにがしら神秘的な観点から、否定的なあるいは Apophatic （言葉にすることができない、程の意）な神学の根本には、神の真のエッセンスは語りうるものではなく、神についての肯定的な記述（訳註: 神は《××である》というような記述）はいかなるものであれ冒涜（）的であり、異端であるリスクを負うという考え方がある。
アメリカ独立戦争のゲリラであったイーサン・アレンは論文『理性: 人間の唯一の神託』 (Reason: The Only Oracle of Man) を書き、そのなかで原罪、弁神論などを古典的な啓蒙運動スタイルで論じた。第三章第四節でアレンは、変化し死ぬことは動物を定義する属性であり、「全能性そのもの」も動物を死すべき運命から救うことはできないと書いている。アレンは論ずる、「谷のない密集した山々が存在したり、私が存在すると同時に存在しない〔ということがあり得ない〕のと同じように、一方が他方なしであることはあり得ないし、神が自然界で他の矛盾を引き起こすこともあり得ない。」友人に理神論者呼ばわりされながらもアレンは、『理性』を通してではあるが、神聖なる存在ですら論理に束縛されると論じたのである。

### 論理的不可能
一部の哲学者は、全能性の定義にデカルトの観点を含めればこの逆説は解消するという姿勢を崩していない。その観点とは全能者は論理的に不可能なことをなし得るというものである:
1. 全能者は論理的に不可能なことをすることができる。
2. 全能者は自らが持ち上げられない石を作ることができる。
3. 全能者は次いでその石を持ち上げる。

このような存在は数学的に2足す2を5にすることもできるし、四角い円を作ることもできるかもしれない。この場合その存在の「全能性」とは、本来的に矛盾であるこれらの記述を乗り越える能力を指す。ハリー・G・フランクファート (en:Harry Frankfurt) の言を用いれば、「もし全能者が論理的に不可能なことを為すことができるならば、彼は彼自身扱うことのできない状況を創造することができるばかりか、一貫性という限界を超えて、自ら扱うことのできない状況を扱うことができる。」
しかし、この方法で逆説を解消することは問題を孕んでいる。定義それ自体が論理的な一貫性を無化してしまうという点である。逆説は解決できるかもしれない。だが、それには痛手を伴う。そのような存在が論理を超越してしまうので、論理はガラクタになり、無意味なものになってしまうのだ。アレンの『理性』は、論理を放棄することで逆説を解消する人々を風刺している。アレンは次のように書いている。

もし彼らが理性（reason 理由・論理）抜きで議論しているなら──というのも、彼ら自身が一貫性を持つにはそう議論せねばならないから──彼らは合理的説得力（rational conviction 理性的確信）を超越しているし、彼らは合理的議論（rational argument 理性的論拠）に値しない。

## ポップカルチャーとユーモア
全能の逆説は、大衆文化の中にも浸透している。様々なメディアの中で、全能の逆説や全能者の存在に関する議論が参照される。
- 『ザ・シンプソンズ』のある回で、ホーマーがネッド・フランダースにこう質問している。「イエスはブリートを自分で食べられない程熱くチンすることができるだろうか。」　この表現は前述のものと異なり物理学方面からの苦情がこないことに注目して欲しい。ブリートの定義には慣性や相対性などといった近代的な概念は関係してこないからである。
- ネット上の話題「チャック・ノリス・ファクト」の中に「チャック・ノリスは自分でも持ち上げられない程重い石をつくることができる。そしてそれを持ち上げてしまうのだ。クソったれである証明に。」とある。
- スティーヴン・ホーキングは『時間史概説』 en:A Brief History of Time において、自然法則に関連した創造主の役割を論じたより一般的な議論の中で、全能の逆説を紹介している。後の著作『ブラックホールとベビーユニバース』 Black Holes and Baby Universes の中で冗談めかして、これらの宗教的憶測をもりこんだ御陰で─最後の行の「その時我らは神の御意を知るであろう。」 "for then we would know the mind of God" を含んで─恐らく問題の本の売れ行きが二倍くらいになったと語っている。
- SFテレビドラマ『新スタートレック』に、Qという名前で知られる全能者が登場する。Qに関係した幾つかの回の中で、主にユーモラスな筆致で逆説的結果が追求される。
- SFテレビドラマ『バビロン5』で、二人の登場人物がこの逆説について語っている:（台詞の引用につき訳出せず）
- ジョージ・カーリンはナイトクラブに出演する際よく「重い石」の疑問に言及する。近所の悪ガキどもが教会で質問するらしい。
- 「サムシング・オーフル」もこの疑問を投げかけた。「神様は、値段が高すぎて自分にも買えないゲーム機を創れるの?」　編集者の答えはこうだった。「お創りになれる。そのゲーム機というのはXbox 360だよ。」
- 山田正紀は『神狩り』の中で直接的にこの逆説を導入している。
- 田中芳樹は『銀河英雄伝説』の中で登場人物の一人に「全能の神は自分の言うことを聞かない女を作れるか」という表現でこの逆説に言及させている。